# Ivanka Perić
Ivanka Perić (* 1. Januar 1970) ist eine ehemalige kroatische Fußballspielerin.
Perić wurde im ersten Länderspiel für Kroatien berufen. Es folgten sieben weitere Länderspiele. Das letzte bestritt sie bei der 0:8-Niederlage gegen Deutschland. Auf der Vereinsebene ist bisher nichts bekannt.